# Saint-Momelin
 Saint-Momelin là một xã ở tỉnh Nord ở miền bắc nước Pháp. Xã này có diện tích 6 km², dân số năm 1999 là 344 người. Khu vực này có độ cao trung bình 20 mét trên mực nước biển.